# Il tradimento delle immagini
Il tradimento delle immagini (Questa non è una pipa) (in francese: La trahison des images, o Ceci n'est pas une pipe ) è un dipinto a olio su tela (60,3×81,1 cm) di René Magritte, realizzato nel 1929 e conservato nel Los Angeles County Museum of Art. L'opera, contestando la raffigurazione della pipa (non si tratta di fatto di una pipa, bensì di una sua immagine), mira a mettere in risalto la differenza di tangibilità e consistenza che il mondo della realtà ha con quello dei segni, invitando nello stesso tempo alla riflessione sulla complessità del linguaggio.

## Storia e descrizione
L'opera, realizzata quando l'artista aveva trent'anni, raffigura inequivocabilmente l'immagine di una pipa dipinta su uno sfondo monocromo, seguita da una sconcertante didascalia in un corsivo manierato ed elegante che afferma: «Ceci n'est pas une pipe» (in italiano: «Questa non è una pipa»).
L'intento di Magritte è quello di sottolineare la differenza tra l'oggetto reale e la sua rappresentazione, rinnegando la pittura classica, secondo cui vi era un legame indissolubile tra l'immagine e la realtà. Infatti, La Trahison des images non è di fatto quell'oggetto reale che chiamiamo «pipa», bensì una sua raffigurazione pittorica; l'equivoco è dovuto alla convenzione che lega a ogni oggetto un nome (secondo Magritte tutto il quadro, immagine e didascalia, non sono nell'ordine delle cose, bensì della rappresentazione). In effetti, malgrado alla domanda «che cos'è?» si risponda «una pipa», l'oggetto reale e la sua raffigurazione hanno proprietà e funzioni spiccatamente differenti. Questa dicotomia è stata sottolineata dallo stesso Magritte, che ha avuto modo di affermare:
Il concetto porta con sé una riflessione molto profonda sulle semplificazioni operate dalla comunicazione umana, con i suoi codici verbali e non verbali, che si adeguano alla realtà così da adempiere alle sue necessità pratiche ed operative. In effetti, Magritte era molto interessato nel dimostrare in chiave pittorica la fallacia e gli equivoci del linguaggio, abitualmente utilizzato — nonostante la sua intrinseca insufficienza rappresentativa — per descrivere la realtà. È così che, in una maniera lampante, quasi banale, viene svelata la vera natura dell'opera, ovvero il fatto che l'oggetto ivi raffigurato, per quanto realistico, per tangibilità e consistenza non è affatto una pipa. «Ma non vedo niente di paradossale in quest'immagine, giacché l'immagine di una pipa non è una pipa, c'è una differenza», affermò nuovamente lo stesso Magritte.
Il quadro ispirerà anche il titolo di un saggio di Michel Foucault, Ceci n'est pas une pipe, del 1973. Il filosofo introduce l'opera di Magritte con una descrizione dettagliata:
(Michel Foucault)